# H-moll mise
A h-moll mise (vagy Nagy h-moll mise, BWV 232) Johann Sebastian Bach latin nyelvű miséje, melynek keletkezése ugyan 1724-re tehető, de valószínűleg 1749-ig dolgozott rajta, egészen megvakulásáig, majd az ezt követő 1750-es haláláig.

## Történet és háttér
Érdekes módon Bach nem adott címet a művének, hanem a mise 4 részének a partitúráin a mise éppen következő részeinek címe olvasható (Kyrie, Gloria, Symbolum Nicenum (más helyeken mint Credo ismeretes), ill. Sanctus, Hosanna, Benedictus, Agnus Dei). Mivel a különböző részek különböző apparátusra és eltérő hangvétellel íródtak, ezért lehet, hogy Bach soha sem szánta egy műnek az egészet. Ennek ellenére a mű mégis egy egésszé áll össze, és nagy élmény hallgatni. Azt, hogy Bach élete során a művet nem adták elő soha, a hossza is megerősíti: a mű majdnem két óra hosszú, tehát egy átlagos misén kizárt, hogy előadják. A premier (legalábbis a Gloriáé) valószínűleg Carl Philipp Emanuel Bach nevéhez és Berlin városához fűződik, de a teljes mise első bemutatója talán a 19. században, 1859-ben volt.
Kérdés még, hogy a evangélikus Bach miért írt latin misét, ugyanis ez csak a római katolikus egyház liturgiájának része[forrás?], ezért azt gondolhatnánk, hogy Bach a művet személyes rendelésre írhatta. De egyrészt a Kyrie és a Gloria az evangélikus liturgia része is, melyeket valószínűleg a korálhoz hasonlóan az egész nép énekelt, másrészt lehet hogy az öreg Bach úgy gondolta, már túl sokat szentelt az életéből a német nyelvű kantátákra, és valami újdonságra vágyott. Mindezek persze semmit sem vonnak le a mű értékéből.
Bach a Gloriát 1724 karácsonyára írta, a Kyriét 1731-ben tette hozzá, ez alkotja a BWV 232a-t, amit ugyanebben az évben II. Frigyes szász választófejedelemnek a Szász udvari komponista cím elnyerésének reményében oda is ajándékozott. Erre azért volt szüksége, mert Lipcsében kisebb politikai konfliktusokba keveredett, és ezzel a címmel „bebetonozta” a helyét Lipcse városában. A mű 1737-ig bemutatlanul állt, amikor is Bach elkezdett az anyag „koncertképes” állapotba hozásán dolgozni: az eddig elkészült részeken apróbb változtatásokat hajtott végre, ill. megírta a maradék részeket. A munka befejezése egészen 1749-ig tartott, ahol a kézirat már igen jól tükrözte Bach egészségének romlását.
Az 1730-as években, amikor is Bachnak először a miseírás ötlete felmerült, éppen akkor tanulmányozta Giovanni Pierluigi da Palestrina Missa sine nomine c. darabját, amit kisebb változtatások hozzáadásával le is másolt, ill. Antonio Lotti Misse sapientiae című műve is éppen kéznél volt. Gyakorlásképpen Giovanni Battista Bassani ismeretlen F-dúr miséjéhez a Credo in unum Deum részeket (BWV 1081) adta hozzá. Antonio Caldara Magnificatja is alapul szolgálhatott, bár feltehetőleg az általa nyert ötletek a D-dúr Magnificatban kamatoztak…
Ezen kívül Bach jó szokásához híven sok régebbi darabját felhasználta, parodizálta a h-moll misében, a különböző egyházi kantátákon keresztül a Húsvéti oratóriumig.

## A mű felépítése

### Kyrie
Jelentése: Uram, irgalmazz
- Kyrie eleison (5 szólamú (SSATB) kórus)
  - Adagio és Largo tempójelzés, C (4/4) ütemmutató, hangneme h-moll
  - Hangszerelés: flauto traverso I-II, oboe d'amore I-II, fagott, hegedű I-II, brácsa, continuo
- Christe eleison (Ária (Duetto) két szopránra)
  - Andante tempójelzés, C ütemmutató, hangneme D-dúr
  - Hangszerelés: hegedű I-II all' unisono, continuo
- Kyrie eleison (4 szólamú (SATB) kórus)
  - Allegro moderato tempójelzés, 2/2-es ütemmutató (alla breve), hangneme fisz-moll
  - Hangszerelés: flauto traverso I-II és oboe d'amore I, oboe d'amore II, fagott, hegedű I-II, brácsa, continuo

### Gloria
Jelentése: Dicsőség a magasságban Istennek
- Gloria in excelsis (5 szólamú kórus)
  - Vivace tempójelzés, 3/8-os ütemmutató, hangneme D-dúr
  - Hangszerelés: trombita I-III, timpani, flauto traverso I-II, oboa I-II, fagott, hegedű I-II, brácsa, continuo
  - A mű zenéje a BWV 191 nyitókórusán alapszik
- Et in terra pax (5 szólamú kórus)
  - Andante tempójelzés, C ütemmutató, hangneme D-dúr
  - Hangszerelés: trombita I-III, timpani, flauto traverso I-II, oboa I-II, fagott, hegedű I-II, brácsa, continuo
  - Az eredetije szintén a BWV 191 nyitókórusában keresendő
- Laudamus te (második szoprán szólóáriája)
  - Andante tempójelzés, C ütemmutató, hangneme A-dúr
  - Hangszerelés: szóló hegedű, hegedű I-II, brácsa, continuo
- Gratias agimus tibi (4 szólamú kórus)
  - Allegro moderato tempójelzés, alla breve, hangneme D-dúr
  - Hangszerelése: trombita I-III, timpani, flauto traverso I-II és oboa I, oboa II, fagott, hegedű I-II, brácsa, continuo
  - Dallama a BWV 29-es kantátában keresendő
- Domine Deus (első szoprán és tenor duettje)
  - Andante temójelzés, C ütemmutató, hangneme G-dúr
  - Hangszerelése: flauto traverso, hegedű I-II, brácsa, continuo
- Qui tollis peccata mundi (4 szólamú kórus)
  - Lento tempójelzés, 3/4-es ütemmutató, hangneme h-moll
  - Hangszerelése: flauto traverso I-II, hegedű I-II, brácsa, cselló, continuo
  - Részben a BWV 46-os kantáta feldolgozása
- Qui sedes ad dexteram Patris (altária)
  - Andante commodo tempójelzés, 6/8-os ütemmutató, hangneme h-moll
  - Hangszerelése: obligát oboa d'amore, hegedű I-II, brácsa, continuo
- Quoniam tu solus sanctus (basszusária)
  - Andante lento tempójelzés, 3/4-es ütemmutató, hangneme D-dúr
  - Hangszerelése: obligát corno da caccia, fagott I-II, continuo
- Cum Sancto Spiritu (5 szólamú kórus)
  - Vivace tempójelzés, 3/4-es ütemmutató, hangneme D-dúr
  - Hangszerelése: trombita I-III, timpani, flauto traverso I-II, oboa I-II, fagott I-II, hegedű I-II, brácsa, continuo
  - A zene a BWV 191-es kantáta zárókórusának feldolgozása

### Symbolum Nicenum vagy Credo
Jelentése: Hiszek egy Istenben
- Credo in unum Deum (5 szólamú kórus)
  - Moderato tempójelzés, alla breve, hangneme A-mixolid
  - Hangszerelése: hegedű I-II, continuo
- Patrem omnipotentem (4 szólamú kórus)
  - Allegro tempójelzés, alla breve, hangneme D-dúr
  - Hangszerelése: trombita I-III, timpani, oboa I-II, hegedű I-II, brácsa, continuo
  - BWV 171-es kantáta nyitókórusának feldolgozása
- Et in unum Dominum (első szoprán és alt duettje)
  - Andante tempójelzés, C ütemmutató, hangneme G-dúr
  - Hangszerelése: oboe d'amore I-II, hegedű I-II, brácsa, continuo
- Et incarnatus est (5 szólamú kórus)
  - Andante maestoso tempójelzés, 3/4-es ütemmutató, hangneme h-moll
  - Hangszerelése: hegedű I-II, continuo
- Crucifixus (4 szólamú kórus)
  - Grave tempójelzés, 3/2-es ütemmutató, hangneme é-moll
  - Hangszerelése: flauto traverso I-II, hegedű I-II, brácsa, continuo
  - BWV 12-es kantáta nyitókórusa alapján
- Et resurrexit (5 szólamú kórus)
  - Allegro tempójelzés, 3/4-es ütemmutató, hangneme D-dúr
  - Hangszerelése: trombita I-III, timpani, flauto traverso I-II, oboa I-II, hegedű I-II, brácsa, continuo
- Et in Spriritum Sanctum (basszusária)
  - Andantino tempójelzés, 6/8-os ütemmutató, hangneme A-dúr
  - Hangszerelés: obligát oboa d'amorék, continuo
- Confiteor (5 szólamú kórus)
  - Moderato és Adagio tempójelzés, alla breve, hangneme fisz-moll
  - Hangszerelése: continuo
- Et expecto (5 szólamú kórus)
  - Allegro Vivace tempójelzés, alla breve, hangneme D-dúr
  - Hangszerelés: trombita I-III, timpani, flauto traverso I-II, oboa I-II, hegedű I-II, brácsa, continuo
  - A zene a BWV 120-as kantáta második tételéből származik

### Sanctus, Hosanna, Benedictus és Agnus Dei
Jelentése: Szent
- Sanctus (6 szólamú (SSAATB) kórus)
  - Largo C és Vivace 3/8 tempójelzések, ill. ütemmutatók, hangneme D-dúr
  - Hangszerelése: trombita I-III, timpani, oboa I-III, hegedű I-II, brácsa, continuo
  - Egy mára elveszett 1724-ben keletkezett kórusművének feldolgozása
- Hosanna(8 szólamú kórussal (minden szólam duplázva))
  - Allegro tempójelzés, 3/8-os ütemmutató, hangneme D-dúr
  - Hangszerelése: trombita I-III, timpani, flauto traverso I-II, oboa I-II, hegedű I-II, brácsa, continuo
  - BWV 215 nyitókórusával egyezik, bár valószínűleg mindkettő egy mára elveszett harmadikon alapszik
- Benedictus (tenorária)
  - Andante tempójelzés, 3/4-es ütemmutató, hangneme h-moll
  - Hangszerelése: obligát flauto traverso, continuo
- Hosanna (da capo)
  - Lásd feljebb
- Agnus Dei (altária)
  - Adagio tempójelzés, 4/4-es ütemmutató, hangneme g-moll
  - Hangszerelése: hegedű I-II all' unisono, continuo
  - Egy 1725-ben keletkezett, de azóta elveszett házassági kantátán alapszik, ugyanezen mű az alapja a BWV 11-es számú műnek
- Dona nobis pacem
  - Szöveg kivételével minden megegyezik a Gloriában található Gratias agimusszal

## Híres felvételek
- Arnold Schönberg kórus, Concentus Musicus Wien, Nikolaus Harnoncourt vezényletével. Bach: Mass in B Minor Angela Maria Blasi (szoprán I), Delores Ziegler (szoprán II), Jadwiga Rappé (alt), Kurt Equiluz (tenor), Robert Holl (basszus) szólójával
- Amsterdami Barokk Zenekar és Kórus, Ton Koopman vezényletével. Bach: Mass in B Minor. Szóló: Barbara Schlick szoprán, Kai Wessel váltótenor / alt ("Christe eleison" esetén szoprán II), Guy de Mey tenor, Klaus Mertens basszus – #4509984782 (1995)
- Berlini Filharmonikus Zenekar, Herbert von Karajan. Bach: Mass in B Minor. Polygram/Deutsche Grammophon – #459460 (1974)
- Boston Baroque, vezényel Martin Pearlman. Bach: Mass in b minor. Telarc – #80517 (2000)
- Angol Barokk Szólisták, John Eliot Gardiner vezényletével. Bach: Mass in B Minor. Polygram Records – #415514 (1990)
- Münchener Bach-Chor/Münchener Bach-Orchester, Karl Richter. Bach: Messe in h-moll. Archiv Produktion/Deutsche Grammophon – #19819 (1961)
- Holland kamarkórus és a 18. század zenekara, Frans Brüggen vezényletével. Bach: Mass in B minor. Philips – (1990)
- La Petite Bande, vezényel Gustav Leonhardt. Bach: Mass in B minor. EMI – (1985)
- Taverner Consort and Players, Solisten der Tolzer Knabenchor, Andrew Parrott irányításával. Bach: Mass in B Minor EMI / Virgin (1985) Valószínűleg Bach ennyi emberrel dolgozott (egy énekes szólamonként) – Emma Kirkby szoprán I, Emily van Evera szoprán II, Panito Iconomou, Christian Immler, Michael Kilian alt (a Tolzer Knabenchorból), Rogers Covey-Crump tenor, David Thomas basszus – Veritas x2 # 7423 5 61998 2 8
- Bécsi Filharmonikus Zenekar, Herbert von Karajan. Bach: Mass in B minor. Emi Classics – #67207 (1953)
- Collegium Vocale, Philippe Herreweghe vezényel. Bach. Mass in B-minor. Harmonia Mundi – szólisták: Johannette Zomer szoprán I, Véronique Gens szoprán II, Andreas Scholl alt, Christoph Prégardien tenor, Peter Kooy basszus I, Hanno Müller-Brachmann basszus II

## Külső hivatkozások
- Bach miséje mint zenei ikon
- Ismertető a műről
- Szövege
- Bach h-moll miséje a ClassicCat.com-on (hangzó anyag)

## Interaktív média
- Helmuth Rilling h-moll mise (Flash)